# Best of The Bothy Band
Best of The Bothy Band è un album raccolta della The Bothy Band, pubblicato dalla Mulligan Records nel 1980.

## Tracce
Brani tradizionali, arrangiamenti The Bothy Band 
Lato A
1. Medley – 3:41
2. Medley – 4:13
3. Air, Set, Dance & Reel: The Blackbird – 5:03
4. The Maids of Mitchelstown – 3:20
5. Casadh An tSugan – 5:25
6. Medley – 3:24

Lato B
1. Fionnghuala – 1:29
2. Old Hag You Have Killed Me – 4:16
3. Do You Love an Apple? – 2:56
4. Medley - Rip The Calico – 5:49
5. The Death of Queen Jane – 4:42
6. Medley – 3:17

## Musicisti
- Donal Lunny - bouzouki (brani: A1, A2, B3 e B6)
- Donal Lunny - bodhrán (brani: A3, A4, A5, A6, B1 e B2)
- Donal Lunny - chitarra (brani: A3, A4, A5, A6, B1 e B2)
- Donal Lunny - sintetizzatore (brani: A3, A4, A5, A6, B1, B2, B4 e B5)
- Donal Lunny - voce (brani: A1, A2, B3 e B6)
- Micheál Ó Domhnaill - chitarra (brani: A3, A4, A5, A6, B1, B2, B4 e B5)
- Micheál Ó Domhnaill - harmonium (brani: A3, A4, A5, A6, B1, B2)
- Micheál Ó Domhnaill - bodhran (brani: A3, A4, A5, A6, B1, B2, B4 e B5)
- Micheál Ó Domhnaill - voce
- Triona Ni Dhomhnaill - harmonium (brani: A3, A4, A5, A6, B1, B2, B4 e B5)
- Triona Ni Dhomhnaill - pianoforte elettrico (brani: A3, A4, A5, A6, B1, B2, B4 e B5)
- Triona Ni Dhomhnaill - clavinet (brani: A3, A4, A5, A6, B1, B2, B4 e B5)
- Triona Ni Dhomhnaill - clavicembalo (brani: A1, A2, B3 e B6)
- Triona Ni Dhomhnaill - chitarra
- Triona Ni Dhomhnaill - bodhran
- Triona Ni Dhomhnaill - voce
- Kevin Burke - fiddle (brani: A3, A4, A5, A6, B1, B2, B4 e B5)
- Tommy Peoples - fiddle (brani: A1, A2, B3 e B6)
- Paddy Keenan - cornamuse (bagpipes)
- Paddy Keenan - fischietto (whistle)
- Paddy Keenan - fischietto (low whistle) (brani: A3, A4, A5, A6, B1, B2, B4 e B5)
- Paddy Keenan - chanter (brani: A3, A4, A5, A6, B1, B2, B4 e B5)
- Matt Molloy - flauto
- Matt Molloy - fischietto (whistle)
- The Bothy Band - arrangiamenti[1]